# Corcy
Corcy är en kommun i departementet Aisne i regionen Hauts-de-France i norra Frankrike. Kommunen ligger  i kantonen Villers-Cotterêts som ligger i arrondissementet Soissons. År 2022 hade Corcy 318 invånare.

## Befolkningsutveckling
Antalet invånare i kommunen Corcy
Referens: INSEE